# Supercoppa italiana 2000
La Supercoppa italiana 2000, denominata Supercoppa TIM per ragioni di sponsorizzazione, è stata la 13ª edizione della competizione disputata l'8 settembre 2000 allo Stadio Olimpico di Roma. La sfida è stata disputata tra la Lazio, vincitrice della Serie A 1999-2000 e della Coppa Italia 1999-2000, e l'Inter, finalista della Coppa Italia 1999-2000.
A conquistare il titolo è stata la Lazio che ha vinto per 4-3.

## Partecipanti
| Squadre | Qualificazione                                                   | Partecipazioni precedenti (il grassetto indica la vittoria) |
| ------- | ---------------------------------------------------------------- | ----------------------------------------------------------- |
| Lazio   | Vincitore della Serie A 1999-2000 e della Coppa Italia 1999-2000 | 1 (1998)                                                    |
| Inter   | Finalista perdente della Coppa Italia 1999-2000                  | 1 (1989)                                                    |

## Tabellino
| Arbitro: | Farina (Novi Ligure) |

|                                                       |           |                                  |
| C. López 33’, 38’ Mihajlović 47’ (rig.) Stanković 74’ | Marcatori | 2’ Keane 61’ Farinós 75’ Vampeta |

| Lazio | Inter |

### Formazioni
| Lazio: (4-4-2)      |    |                      |             |     |
|                     |    |                      |             |     |
| P                   | 70 | Angelo Peruzzi       |             |     |
| D                   | 15 | Giuseppe Pancaro     |             | 69’ |
| D                   | 13 | Alessandro Nesta (c) |             |     |
| D                   | 11 | Siniša Mihajlović    |             |     |
| D                   | 19 | Giuseppe Favalli     |             |     |
| C                   | 20 | Dejan Stanković      |             | 81’ |
| C                   | 14 | Diego Simeone        |             |     |
| C                   | 23 | Juan Sebastián Verón |             |     |
| C                   | 18 | Pavel Nedvěd         |             | 54’ |
| A                   | 7  | Claudio López        |             |     |
| A                   | 10 | Hernán Crespo        |             |     |
| A disposizione:     |    |                      |             |     |
| P                   | 1  | Luca Marchegiani     |             |     |
| D                   | 6  | Néstor Sensini       | Ammonizione | 54’ |
| D                   | 16 | Emanuele Pesaresi    |             |     |
| D                   | 17 | Guerino Gottardi     |             | 69’ |
| D                   | 33 | Francesco Colonnese  |             |     |
| C                   | 25 | Attilio Lombardo     |             | 81’ |
| A                   | 21 | Simone Inzaghi       |             |     |
| Allenatore:         |    |                      |             |     |
| Sven-Göran Eriksson |    |                      |             |     |

| Inter: (4-3-1-2) |    |                    |  |             |
|                  |    |                    |  |             |
| P                | 22 | Marco Ballotta (c) |  |             |
| D                | 6  | Michele Serena     |  |             |
| D                | 2  | Iván Córdoba       |  |             |
| D                | 17 | Cyril Domoraud     |  |             |
| D                | 3  | Fabio Macellari    |  | Ammonizione |
| C                | 25 | Vampeta            |  |             |
| C                | 31 | Francisco Farinós  |  |             |
| C                | 8  | Vladimir Jugović   |  | 60’         |
| C                | 10 | Clarence Seedorf   |  | 90+1’       |
| A                | 7  | Robbie Keane       |  | Ammonizione |
| A                | 54 | Hakan Şükür        |  |             |
| A disposizione:  |    |                    |  |             |
| P                | 12 | Marco Varaldi      |  |             |
| D                | 16 | Riccardo Fissore   |  |             |
| D                | 37 | Antar Yahia        |  |             |
| C                | 14 | Luigi Di Biagio    |  |             |
| C                | 15 | Benoît Cauet       |  |             |
| C                | 24 | Sixto Peralta      |  | 60’         |
| A                | 27 | Corrado Colombo    |  | 90+1’       |
| Allenatore:      |    |                    |  |             |
| Marcello Lippi   |    |                    |  |             |